# Tubualá
Tubualá is een deelgemeente (corregimiento) van de gemeente (distrito) Gunayala in de provincie Gunayala in Panama. In 2015 was het inwoneraantal 8400.